# Marlon Maro
Marlon Maro (* 21. Juni 1965) ist ein ehemaliger philippinischer Fußballspieler und heutiger -trainer.

## Karriere

### Klub
Auf Klubebene war er zumindest im Jahr 1988 bei Philippine Navy aktiv.

### Nationalmannschaft
Er war auch Teil der philippinischen Nationalmannschaft und war hier auch Teil des Teams, welches das Halbfinale des Turniers bei den Südostasienspielen 1991 erreichte. Beim Turnier der Spiele im Jahr 1993 war er dann Kapitän der Mannschaft.

### Trainer
Er übernahm als erste bekannte Station in seiner Karriere im Jahr 2001 als Trainer die philippinische Frauennationalmannschaft. Dort war er dann bis zum Jahr 2007 aktiv. Hiernach leitete er von 2008 bis 2009 die philippinische Auswahl bei der WM der Obdachlosen. Danach führte er die College-Mannschaft der Benilde Blazers aus Malate einem Bezirk von Manila zu ihrer ersten Meisterschaft in der NCAA Football Championship in der Saison 2009/10.
Von 2011 bis 2012 war er dann bei seinem ehemaligen Klub Navy an der Seitenlinie aktiv. Mit der philippinischen U18-Auswahl gewann er ein Jahr später dann den Kanga Cup 2013 ihrer Altersklasse. In den nächsten Jahren verblieb er dann auch erst einmal beim nationalen Verband und übernahm von 2015 bis 2017 die U23-Mannschaft, mit welcher er unter anderem am Turnier der Südostasienspiele 2015 teilnahm.
Als Interimstrainer wurde er dann von Davao Aguilas im September 2017 unter Vertrag genommen, wo er den Gary Philips ersetzte. Im Mai 2018 trat er von diesem Amt dann schließlich zurück. In dieser Zeit war er auch Cheftrainer für die philippinische Auswahl bei dem CTFA International Tournament.
Im Jahr 2021 kehrte er dann noch einmal zur Frauennationalmannschaft zurück, welche er nun in der abschließend erfolgreichen Qualifikation für die Asienmeisterschaft 2022 begleitete. Nach der erfolgreichen Qualifikation wurde er dann zum Ausbildungsleiter innerhalb des nationalen Verbandes und wurde auf der Trainerrolle von Alen Stajčić abgelöst.